# Masahito Haruna
Masahito Haruna (jap. 春名 真仁 Haruna Masahito; * 16. Juli 1973 in Kushiro, Hokkaidō) ist ein ehemaliger japanischer Eishockeytorwart, der mit den Ōji Eagles zweimal die Asia League Ice Hockey gewann.

## Karriere
Masahito Haruna begann seine Karriere bei Furukawa Electric in der japanischen Eishockeyliga. 1999 wechselte er zu den Nikkō IceBucks, mit denen er ab 2004 in der neugegründeten Asia League Ice Hockey spielte. Zwischenzeitlich hatte er 2003/04 für die Quad City Mallards in der United Hockey League gespielt. Nachdem diese dort keine vorderen Plätze erreichen konnten, zog es ihn 2006 zu den Ōji Eagles. Mit dem Team aus Tomakomai konnte er 2008 und 2012 diese asiatische Profiliga gewinnen. 2010 wurde er mit der besten Fangquote zum Toptorhüter der Asia League gewählt, 2012 und 2013 hatte er die geringste Gegentorquote pro Spiel der Liga. In der Spielzeit 2014/15 war Haruna Spielertrainer der Eagles. 2015 wechselte er nach Nikkō zurück, wo er 2016 seine Karriere beendete.

### International
Für die japanische Herren-Auswahl wurde Haruna erstmals anlässlich der C-Weltmeisterschaft 1997 nominiert, kam bei diesem Turnier aber noch nicht zum Einsatz. Später vertrat er seine Farben bei den Weltmeisterschaften der Top-Division 2000 und 2003, als er auch erstmals in zwei Spielen zum Einsatz kam. 2005, 2006, 2007, 2008, als er nach dem Ungarn Levente Szuper und dem Kasachen Ihor Karpenko die drittbeste Fangquote des Turniers erreichte, 2009, als er nach dem Kasachen Alexei Kusnezow und dem Slowenen Andrej Hočevar erneut die drittbeste Fangquote des Turniers erreichte, 2010, als er die beste Fangquote und die geringste Gegentorrate pro Spiel des Turniers aufwies, und 2012, als er nach dem Slowenen Robert Kristan die zweitbeste Fangquote erreichte, spielte er mit Japan in der Division I. Zudem nahm er an den Qualifikationsturnieren für die Olympischen Winterspiele 2010 und 2014 teil. Bei den Winter-Asienspielen 2007 gewann er mit den Japanern den Titel, vier Jahre später reichte es nach einer 1:4-Niederlage im entscheidenden Spiel gegen Kasachstan zu Platz zwei.

## Erfolge und Auszeichnungen
- 2008 Gewinn der Asia League Ice Hockey mit den Ōji Eagles
- 2010 Beste Fangquote und bester Torhüter der Asia League Ice Hockey
- 2012 Gewinn der Asia League Ice Hockey mit den Ōji Eagles
- 2012 Geringste Gegentorquote der Asia League Ice Hockey
- 2013 Geringste Gegentorquote der Asia League Ice Hockey

### International
- 2007 Winter-Asienmeister
- 2010 Beste Fangquote und geringste Gegentorrate pro Spiel bei der Weltmeisterschaft der Division I, Gruppe A
- 2011 Silbermedaille bei den Winter-Asienspielen